# Amenemhat I
Amenemhat I – faraon – władca starożytnego Egiptu. Założyciel XII dynastii z okresu Średniego Państwa. Prawdopodobnie panował samodzielnie w latach 1976–1956 p.n.e., a potem wraz z synem, Senuseretem I do 1947 p.n.e.

## Przed objęciem władzy
W czasach panowania Mentuhotepa III i Mentuhotepa IV był wezyrem – naczelnym wodzem wojsk królewskich. Był zatem drugim po faraonie człowiekiem w państwie, co wiązało się z posiadaniem ogromnej, realnej władzy. Zapewne było to powodem planów zdobycia władzy królewskiej dla siebie lub swych potomków. 
Okazja nadarzyła pod koniec panowania Mentuhotepa IV, gdy wzrosły niepokoje i niezadowolenie wśród dawnych wydziedziczonych nomarchów. Amenemhat natychmiast wykorzystał tę sytuację i stanął po stronie nomarchów, a ci wynieśli go do władzy. Zmianie dynastii towarzyszyły zapewne niepokoje, gdyż oprócz Amenamhata było jeszcze dwóch innych pretendentów do tronu. Nie zakłóciło to jednak ciągłości władzy, a związki nowej dynastii z poprzednią XI dynastią zostały potwierdzone przez samego władcę i dostojników dworskich.
W celu usprawnienia przekazywania władzy wprowadził system rządów oparty na tzw. koregencji, polegający na dopuszczeniu następcy do rządzenia w ostatnich latach panowania.

## Reformator
Pierwszym, najważniejszym posunięciem administracyjnym nowego władcy było przeniesienie siedziby z Hermontis do Teb.
Jednakże wkrótce potem, zdając sobie sprawę ze znacznego oddalenia stolicy od żyznych terenów Delty, będącej spichlerzem Egiptu, oraz mając na uwadze trudności ze skutecznym wykonywaniem władzy na tych terenach, co wielokrotnie w przeszłości powodowało niepokoje wewnętrzne i najazdy z zewnątrz – postanowił przenieść ośrodek władzy oraz centrum kulturalno-społeczne do miejsca położonego bliżej centrum kraju. Założył nowe miasto – w pobliżu dzisiejszego Liszt, około 40 kilometrów na południe od Kairu – nazwane (egip.) Imenemhat-iczitaui - Amenemhat zdobył Oba Kraje. Zapewne wtedy dokonał zmiany swej tytulatury. Władzę swoją oparł na nomarchach i dostojnikach, dzięki którym uzyskał tron. Dlatego przywrócił im dawne stanowiska i funkcje, określając jednak równocześnie dokładnie zakres ich władzy i zasięg terytoriów im podległych. Egipt został podzielony na 42 nomy. W obrębie nomów ustalił podział na okręgi miejskie, a ziemie uprawne sklasyfikował w zależności od wysokości wylewu.

## Organizator
Zmiany administracyjne wkrótce spowodowały wewnętrzną stabilizację, lecz aby utrzymać ten stan rzeczy konieczne było zarówno bezpieczeństwo wewnętrzne jak i zewnętrzne kraju. 
Zdając sobie sprawę, że głównym źródłem zagrożenia są kraje położone na wschód od granic Delty, faraon rozkazał wznieść fortyfikacje wzdłuż wschodniej granicy, zwane „Murami Księcia”. Posterunki graniczne zostały ufortyfikowane i zaopatrzone w uzbrojenie i zapasy żywności, co pozwalało w pełni kontrolować wszelki ruch na tych terenach. Aby zapewnić sprawność i siłę armii przywrócony został pobór do wojska.
Pod nadzorem garnizonów prowadzono swobodną eksploatację kopalń miedzi i turkusów na Synaju. Bezpieczeństwo i stabilizację wewnętrzną zapewniała dbałość o system nawadniający i uprawy oraz system planowania i poboru podatków. Z rozkazu władcy rozpoczęto budowę nowych kanałów, a już istniejące poddano naprawom. Budowano tamy gromadzące nanoszony przez Nil muł, a kanały rozprowadzały wodę i muł do dalej położonych terenów, rozszerzając tereny uprawne. Ze wskazań nilometrów odczytywano wysokość wylewów i na tej podstawie planowano wysokość zbiorów, co pozwalało oszacować wysokość podatków. Co dwa lata przeprowadzano spis areałów i pogłowia bydła hodowlanego. Każdy nom zobowiązany był świadczyć na rzecz inwestycji prowadzonych w całym państwie oraz związanych z poborem rekruta, utrzymaniem fortyfikacji i armii. Sprawowano kontrolę nad handlem i wydobyciem bogactw naturalnych.

## Koregencja
Po dokonaniu reform, umocnieniu swej władzy i osiągnięciu stabilizacji w państwie, mając na uwadze troskę o dalsze losy władzy i państwa, faraon zrozumiał, iż jeden człowiek nie będzie w stanie dalej skutecznie kontrolować sytuacji w całym państwie. Było to podstawą do powołania, jako współwładcy, (w około 20 roku panowania) Senusereta, najstarszego syna Amenemhata. Ojciec przekazał część obowiązków i odpowiedzialności synowi, mając nadzieję na pomoc w rządach oraz umocnienie wewnętrzne kraju oraz rozszerzenie wpływów Egiptu na zewnątrz granic. 
Amenemhat zapoczątkował w ten sposób nowy system sprawowania władzy ojców i synów, który trwać będzie do schyłku XII dynastii, mający również za zadanie zapewnienie sukcesji i zapobieżenie walk o władzę.
Młody współwładca z ogromnym zaangażowaniem i zapałem zajął się głównie działaniami militarnymi. Mając pod swoimi rozkazami armię, dokonał dwóch wypraw w górę Nilu, tłumiąc resztki oporu przeciw Amenemhatowi. W 23 roku panowania wojska pod wodzą Senusereta dotarły w okolice Toszka, a w 29 roku aż do Semny, nieopodal II Katarakty, budując po drodze fortyfikacje i pozostawiając garnizony w strategicznych miejscach.
Na północy wojska egipskie dotarły na Synaj, gdzie w 24 roku pokonały koczownicze plemiona Beduinów, zapewniając swobodny dostęp do kopalń, i dotarły dalej na tereny Palestyny i Syrii. Na zachodzie pod wodzą Senusereta dokonano ekspedycji przeciwko buntującym się Libijczykom. 
Sukcesy militarne spowodowały wzmożenie aktywności dyplomatycznej. Wznowiono stosunki z Byblos i prawdopodobnie innymi krajami Syropalestyny. Egipt znów zaczął odgrywać wiodącą rolę we wschodnim regionie basenu Morza Śródziemnego.

## Budowniczy
Głównym polem działalności budowlanej Amenemhata był Karnak – świątynia Amona, gdzie przeprowadzono prace na szeroką skalę. Do naszych czasów zachował się niestety jedynie 
granitowy naos. 
Prawdopodobnie także z rozkazu króla wzniesiono świątynię Mut na południe od okręgu Amona-Re. W Koptos prowadzono prace zdobnicze w świątyni Mina, w Abydos wzniesiono granitowy ołtarz poświęcony Ozyrysowi, a w Denderze zbudowano, również granitową, bramę ku czci Hathor. Podobną bramę wzniesiono również w świątyni Ptaha w Memfis.
Największym jednak przedsięwzięciem całego, trzydziestoletniego panowania Amenemhata była zapewne budowa nowej stolicy – Iczitaui oraz kompleksu grobowego, znajdującego się na zachód od prawdopodobnej lokalizacji miasta. Kompleks grobowy jest typowym kompleksem piramidy budowanym według klasycznych wzorców Starego Państwa. Wokół samej piramidy władcy znajdowały się mastaby członków rodziny i wysokich dostojników dworskich króla. Dalej w pobliżu świątyni grobowej ulokowano groby innych, mniej uprzywilejowanych dworzan. Obecnie z kompleksu grobowego Amenemhata pozostały jedynie szczątki jego piramidy, a w zasadzie jej skalny rdzeń oraz sterta luźnych odłamków skalnych i rozrzuconych wokół cegieł.

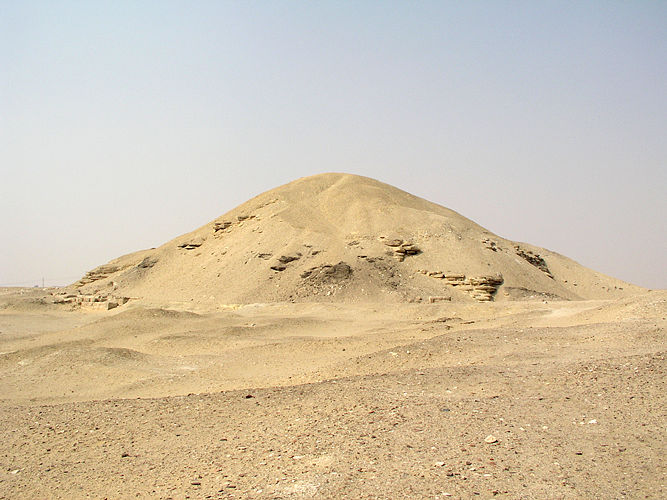
Piramida Amenemhata I

## Konkluzja
Amenemhat I z pewnością był jednym z wielkich władców Egiptu. Jako założyciel nowej, potężnej XII dynastii, wprowadził Egipt w erę zwaną „Złotym Wiekiem”. Odbudował i zreorganizował państwo. Przywrócił jedność, dobrobyt i wpływy Egiptu. Okazał się doskonałym reformatorem i organizatorem. Wprowadził system wspólnych rządów ojca i syna, wielokrotnie później powielany w czasach jego rodzimej dynastii, jak również w czasach największej świetności państwa faraonów – epoki Imperium – Nowego Państwa. 
Zbyt zajęty ciągłą troską o bezpieczeństwo granic państwa, zmagający się z zewnętrznymi zagrożeniami oraz organizacją sprawnie działającego państwa, nie zdołał dostrzec groźby wiszącej nad nim samym – po trzydziestoletnim panowaniu król został zamordowany w wyniku spisku haremowego, prawdopodobnie na polecenie swego syna Senusereta, który odziedziczył po nim władzę. Młody władca mający poparcie armii oraz większości dostojników dworskich zasiadł na tronie jako Senuseret I.

## Tytulatura
| G5 |

| G5 |

| wHm | ms · t | w |

| wHm | ms · t | w |

| wHm | ms · t | w |

| wHm | ms · t | w |

| G5 |

| G5 |

| wHm | ms · t | w |

| wHm | ms · t | w |

| wHm | ms · t | w |

| wHm | ms · t | w |

| G16 |

| G16 |

| s | Htp · ib · N17 · N17 |

| s | Htp · ib · N17 · N17 |

| s | Htp · ib · N17 · N17 |

| s | Htp · ib · N17 · N17 |

| G16 |

| G16 |

| s | Htp · ib · N17 · N17 |

| s | Htp · ib · N17 · N17 |

| s | Htp · ib · N17 · N17 |

| s | Htp · ib · N17 · N17 |

| G16 |

| G16 |

| wHm | ms | w&t |

| wHm | ms | w&t |

| wHm | ms | w&t |

| wHm | ms | w&t |

| G16 |

| G16 |

| wHm | ms | w&t |

| wHm | ms | w&t |

| wHm | ms | w&t |

| wHm | ms | w&t |

| M23 · X1 | L2 · X1 |

| M23 · X1 | L2 · X1 |

| N5 | S29 | R4 · F34 |

| N5 | S29 | R4 · F34 |

| N5 | S29 | R4 · F34 |

| N5 | S29 | R4 · F34 |

| M23 · X1 | L2 · X1 |

| M23 · X1 | L2 · X1 |

| N5 | S29 | R4 · F34 |

| N5 | S29 | R4 · F34 |

| N5 | S29 | R4 · F34 |

| N5 | S29 | R4 · F34 |

| M23 · X1 | L2 · X1 |

| M23 · X1 | L2 · X1 |

| ra | s | Htp · t · p | ib |

| ra | s | Htp · t · p | ib |

| ra | s | Htp · t · p | ib |

| ra | s | Htp · t · p | ib |

| M23 · X1 | L2 · X1 |

| M23 · X1 | L2 · X1 |

| ra | s | Htp · t · p | ib |

| ra | s | Htp · t · p | ib |

| ra | s | Htp · t · p | ib |

| ra | s | Htp · t · p | ib |

| G39 | N5 |

| G39 | N5 |

| i | mn · n | m | HAt |

| i | mn · n | m | HAt |

| i | mn · n | m | HAt |

| i | mn · n | m | HAt |

| G39 | N5 |

| G39 | N5 |

| i | mn · n | m | HAt |

| i | mn · n | m | HAt |

| i | mn · n | m | HAt |

| i | mn · n | m | HAt |

| G39 | N5 |

| G39 | N5 |

| i | mn · n | m | HAt · t |

| i | mn · n | m | HAt · t |

| i | mn · n | m | HAt · t |

| i | mn · n | m | HAt · t |

| G39 | N5 |

| G39 | N5 |

| i | mn · n | m | HAt · t |

| i | mn · n | m | HAt · t |

| i | mn · n | m | HAt · t |

| i | mn · n | m | HAt · t |